# Adolf Hirner
Adolf Hirner (* 3. Mai 1965) ist ein ehemaliger österreichischer Skispringer und heutiger Skisprungtrainer.

## Werdegang
Hirner sprang von 1982 bis 1988 aktiv im Skisprung-Weltcup. Sein erstes Weltcup-Springen bestritt er dabei am 1. Januar 1982 in Garmisch-Partenkirchen im Rahmen der Vierschanzentournee 1981/82. Am 6. Januar 1982 konnte er in Bischofshofen mit Platz 7 erstmals unter die besten Zehn springen und somit auch erstmals Weltcup-Punkte gewinnen. Auch in seinem letzten Springen in der Weltcup-Saison 1981/82 sprang er mit Platz 13 in Engelberg erneut in die Punkte, sodass er die Saison am Ende auf Platz 41 in der Gesamtwertung beenden konnte. Die folgende Weltcup-Saison 1982/83 wurde zur erfolgreichsten Saison seiner Karriere. Auch wenn er zur Vierschanzentournee 1982/83 bei allen Springen weit hinter den Punkterängen landete, konnte er doch im Anschluss an die Tournee durchweg Top-10-Platzierungen erreichen. Im schwedischen Falun erreichte er mit Platz 3 sogar den ersten und einzigen Podiumsplatz in seiner Karriere. Am Ende der Saison lag er auf Platz 18 in der Weltcup-Gesamtwertung. In den folgenden Jahren blieb er jedoch weit hinter den Erwartungen zurück. Lediglich in Cortina d’Ampezzo am 8. Januar 1985 und in Klingenthal am 17. Januar 1986 gelang ihm noch einmal der Sprung in die Punkteränge. Nach der Weltcup-Saison 1987/88 beendete er glücklos seine aktive Skispringerkarriere.
Nach dem Ende seiner aktiven Laufbahn absolvierte Hirner die Ausbildung zum Skisprungtrainer und arbeitet heute als Trainer beim NAZ Eisenerz.

## Statistik

### Weltcup-Platzierungen
| Saison  | Platz | Punkte |
| ------- | ----- | ------ |
| 1981/82 | 41.   | 12     |
| 1983/84 | 18.   | 56     |
| 1984/85 | 51.   | 07     |
| 1985/86 | 59.   | 04     |